# 보은 법주사 석조
보은 법주사 석조(報恩 法住寺 石槽)는 충청북도 보은군 속리산면 사내리, 법주사에 있는 석조이다. 1980년 11월 13일 충청북도의 유형문화재 제70호로 지정되었다.

## 개요
법주사의 3천 승려들의 식수를 담아두던 돌그릇이라 한다. 
직사각형 모양으로, 아무런 조각을 하지 않은 간결한 모습이며, 규모는 길이 446cm, 폭 240cm로 제법 크다.
통일신라 성덕왕 1년(720)에 제작된 것으로 짐작된다.

## 같이 보기
- 법주사

## 참고 자료
- 보은 법주사 석조 - 국가유산청 국가유산포털